# Tarsius wallacei
Tarsius wallacei (Довгоп'ят Воллеса) — вид ссавців з родини Довгоп'ятові (Tarsiidae).

## Етимологія
Новий вид був названий на честь британського натураліста Альфреда Рассела Воллеса (англ. Alfred Russel Wallace).

## Опис
Вид за розміром і зовнішнім виглядом схожий на інших рівнинних довгоп'ятів. Має довжину голови і тіла від 10 до 15 см; має великі очі, чітко означену маску обличчя, білі плями позаду вух і довгий хвіст з великим пухнастим хвостовим пучком. Шерсть жовтувато-коричнева, горло мідно-червоне. Генетичний аналіз показує, що його мітохондріальні й Y-хромосомні ДНК-послідовності й мікросателітна повторюваність аллелей, є унікальними.

## Поширення
Ендемік острова Сулавесі в Індонезії. Є дві окремі популяції, розділені затокою Палу. Цей довгопят є деревним і знаходиться в первинних і вторинних лісах і в постраждалих районах.

## Звички
Як і інші Довгоп'яти веде нічний спосіб життя; займає притулок протягом дня, а вночі вирушає на пошуки комах, основної складової раціону.

## Загрози та охорона
Має обмежений діапазон, особливо південна форма. Загальна чисельність населення невідома, але вважається, що зменшується, як ліс очищається, щоб зробити шлях для плантаційних культур. Міжнародний союз охорони природи не має достатньо інформації, щоб оцінити стан збереження цього довгопята. Найпівнічніша частина ареалу включає заповідник Гунунг Соджол. Тим не менш, південна популяція має такий невеликий діапазон, що будь-який удар по населенню може мати великий вплив.